# Le Couvent infernal
 (mai 2025).

Le Couvent infernal  est une bande dessinée érotique et pornographique de Ricardo Barreiro (scénario) et Ignacio Noé (dessin) parue en 1995 dans la version espagnole de la revue Kiss Comix.

## Histoire
À l'automne 1851, dans le cloître des Marianitas déchaussées, banlieue de la ville de Léon, une mystérieuse porte cadenassée est découverte dans les sous-sols. En dépit des avertissements lus dans les pages du Necronomicon de l'arabe dément Aboul Al-Zharet [sic], les nonnes imprudentes ouvrent la porte qui donne sur les enfers et libèrent Belzébuth. Il s'ensuit une bacchanale débridée au cours de laquelle les nonnes révoquent leurs vœux en cédant à leurs plus bas instincts. Le Vatican en est informé et envoie ses soldats consacrés afin de régler le problème.

## Publications
Premier album du dessinateur Ignacio Noé, Le Couvent infernal échoua à trouver un éditeur en Italie, pays d'origine de l'auteur, en raison de son caractère irrespectueux à l'égard de la religion catholique. Il fut donc publié en 1995 en Espagne dans la revue Kiss Comix. En France, cette bande dessinée parut en épisodes dans les numéros 20 (janvier 1996) à 25 (juin 1996) de la version française du mensuel Kiss Comix.